# Mannsville (New York)
Mannsville è un villaggio degli Stati Uniti d'America, situato nello stato di New York, nella contea di Jefferson.